# Xanthocephalus
Xanthocephalus is een geslacht van zangvogels uit de familie troepialen (Icteridae).

## Soorten
Het geslacht kent de volgende soort:
- Xanthocephalus xanthocephalus – Geelkoptroepiaal